# Pronoia (fiscalité)
Pour les articles homonymes, voir Pronoia.
La pronoia (du grec Πρόνοιας), ou parfois pronoïa (pronoiai au pluriel) était un système fiscal d'attribution de terres, d'étendues diverses, par l'empereur byzantin, à un individu pour qu'il en soutire, pour son propre profit, les revenus d'état qui y sont rattachés. La pronoia pouvait être attribuée de façon arbitraire, voire prestigieuse, par l'empereur à des membres de sa famille ou à des partisans et éventuellement à partir de la dynastie des Comnènes, à la fin du XIe siècle, à des militaires et soldats en guise de solde.
Popularisé et adopté largement par les Comnènes à partir du XIe siècle, le système des pronoiai était utilisé jusqu'à la fin de l'Empire byzantin. L'attribution massive de grandes pronoiai (aussi désigné sous le terme d'apanage) par les empereurs  au fil des siècles, pourrait être directement reliée à l'effritement du pouvoir à partir de 1204 et aurait été un facteur, parmi plusieurs autres, qui favorisa l'affaissement politique et la ruine de l'État byzantin jusqu'à sa chute en 1453.

## Structure
C'est la substitution d'une solde, ou d'un salaire, due à un individu de la part de l'État par des revenus fiscaux et économiques rattachés à une terre. L'individu s'étant fait attribuer de la terre, le pronoiaire, perçoit directement les revenus du fisc normalement attribués à l'État tel que l'impôt foncier de la terre ou le droit de douane en récompense pour ses services rendus ou de sa loyauté à l'empereur. L'État n'abandonne pas pour autant ses droits sur les terres puisqu'en tout temps l'empereur peut révoquer la concession du pronoiaire si le service, pour lequel est récompensé n'est pas rendu. Bref, l'attribution de terres par l'empereur à un individu est un bien inaliénable et, jusqu'au début du XIIIe siècle, non héréditaire.
La pronoia vient pallier les problèmes d'irrégularité des paies de soldes, la rogai, qui pouvaient être source de rébellions militaires, durant des crises monétaires. À cette fin, la pronoia fournit et assure un  revenu régulier à son bénéficiaire puisqu'il le perçoit directement du contribuable. De plus, la pronoia permet de diminuer les coûts administratifs dans l'appareil étatique byzantin puisqu'on coupe le lien entre le contribuable et le fonctionnaire d'état. D'ailleurs rien ne change pour le contribuable, le paysan non-propriétaire habitant sur les terres, le parèque, dès lors le pronoiaire ne fait que se substituer à l'appareil fiscal. De plus, le pronoiaire ne peut exiger le départ des parèques de la terre et ne peut modifier le taux d'impôt perçu.

## Association avec le féodalisme
L'historiographie ne semble pas faire l'unanimité autour de l'association de la pronoia byzantine au féodalisme occidental. Certains historiens comme George Otrogorski, Antoine Bon ou Élisabeth Malamut semblent d'accord sur un tel lien de similarité. Toutefois, l'historien Antoine Bon, établit que les notions du système féodal occidental, avec les fiefs, sont restées inconnues dans l'Empire byzantin. D'autre part, l'historienne Cécile Morrisson abonde, et va plus loin dans ce sens, puisqu'elle juge que le système de pronoia a « souffert de la controverse, aujourd'hui dépassée, sur le féodalisme à Byzance; [et, que] son étude est à reprendre ». Lauritzen propose que la proponoia et surtout le pronoetes est equivalent du terme latin curator domus divinae, et donc remonte à l'époque d'Auguste.

## Histoire de son application

### Origines
Les premières itérations attestées d'une forme hâtive de la pronoia remontent à la dynastie macédonienne sous Constantin IX Monomaque au milieu du XIe siècle. L'état byzantin commence alors à rémunérer certains services rendus par des gens importants en leur attribuant des terres dont ils peuvent percevoir sur les habitants des droits spéciaux et jouissent d'une immunité financière et administrative sur celles-ci,.
Sous Constantin IX, on voit la pronoia qui s'oppose à la traditionnelle donation accordant, au mérite, une terre qui devait être cultivée et qui exigeait, de son tenancier, le service militaire. Maintenant avec la pronoia, le pronoiaire, généralement étant déjà un grand propriétaire terrien, n'est plus tenu de servir personnellement dans l'armée pourvu qu'il puisse, au besoin, lever un petit contingent d'envergure au prorata de l'importance de sa terre. Le pronoiaire engage donc les parèques de sa terre pour servir l'armée à sa place.
Sous Constantin IX et chez ses successeurs, et pendant la dynastie des Doukas au milieu du XIe siècle, les pronoiai existent, mais leur application est modeste. Ce n'est pas avant la dynastie des Comnènes à partir de la fin du XIe siècle, avec des objectifs clairement militaires, que l'étendue du système pronoia atteindra son apogée.

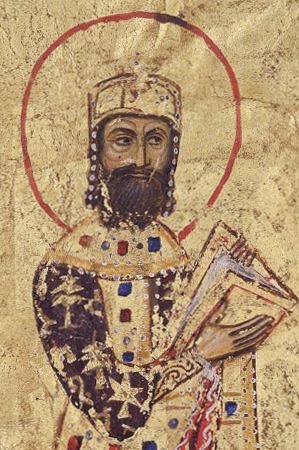
Portrait d'Alexis Ier Comnène. Par l'attribution de grandes pronoiai, il a favorisé la montée en puissance d'une aristocratie terrienne

### Dynastie des Comnènes (1081-1185)

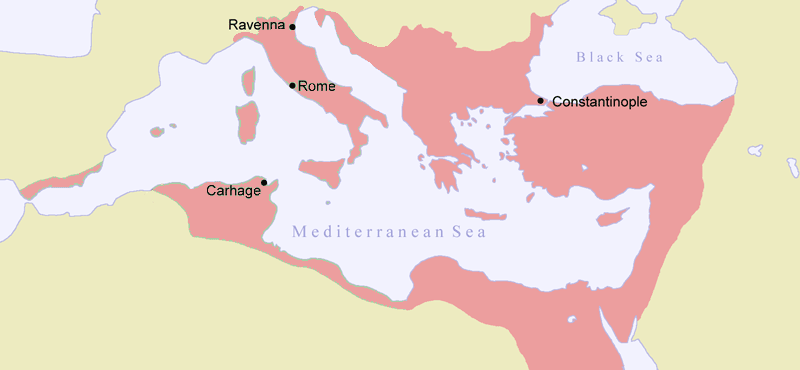
Étendu du territoire de l'Empire byzantin sous Justinien vers 550.

Empire Byzantin sous Manuel Ier Comnène vers 1180.

Au début du règne Alexis Ier, l'Empire byzantin n'a plus sa puissance militaire  d'antan et ses adversaires au-delà des frontières sont nombreux : Normands, Petchénègues et Seldjoukides. De plus, Alexis doit tenter de consolider un empire qui est défendu par des armées de mercenaires étrangers très coûteuses. La pronoia s'impose naturellement comme solution pour augmenter l'effectif des armées et, de ce fait, prend une vocation définitivement militaire sous les Comnènes qui perdura jusqu'à la fin de l'empire. D'ailleurs, Alexis Ier n'utilise pas seulement la pronoia dans un objectif militaire, mais, notamment, pour accorder du prestige à sa famille et de concilier les pertes territoriales en Asie Mineure aux mains des Turcs Seldjoukides. En plus des grandes concessions faites à ses proches, il utilise les pronoiai comme récompense pour le mérite des guerriers les plus honorables qui se sont distingués au combat. Il instaure donc une classe dirigeante militaire en opposition à une noblesse civile durant la haute période byzantine. L'importance accrue accordée à la pronoia sous Alexis Ier, s'inscrit dans une politique de relâchement de la bureaucratie politique et de renforcement militaire. La base de l'armée se fonde maintenant sur les grandes propriétés des pronoiaires qui fournissent les effectifs militaires.
Cependant, c'est vraiment à partir de Manuel Ier que la pronoia a une utilisation plus large et généralisée dans l'Empire byzantin que dirigent les Comnènes, puisqu'il l'utilise désormais pour payer les simples soldats. Déjà entamé sous son prédécesseur, Alexis Ier, les pronoiaires, grands propriétaires terriens qui lèvent un contingent de guerriers, commencent de plus en plus à remplacer graduellement les milices de soldats-paysans, les stratiotes, qui finissent par disparaître progressivement. Mais sous Manuel Ier, ce n'est plus grâce au prestige militaire que l'on obtient la pronoia, mais tout simplement en étant soldat. En plus de parachever le déclin de la noblesse civile au profit d'une nouvelle aristocratie issue du milieu militaire, ce sont de grands changements qui sont issus de la période Comnène par la pronoia: le service militaire devient lucratif. En effet, avant l'avènement des Comnènes la majorité de la population était plus intéressée à occuper des professions non militaires, maintenant avec les privilèges de la pronoia, il y a engouement pour la carrière militaire.
Vers la fin du règne des Comnènes, la nouvelle aristocratie foncière issue de la pronoia s'étaient tellement agrippée fermement autour du pouvoir byzantin que, lorsque l'empereur Andronic Ier tenta de s'attaquer à celle-ci, il s'ensuivit des révoltes et d'une guerre civile sanglante, qui se solda par un renversement du pouvoir en place.

### Empire latin de Constantinople (1204-1261)

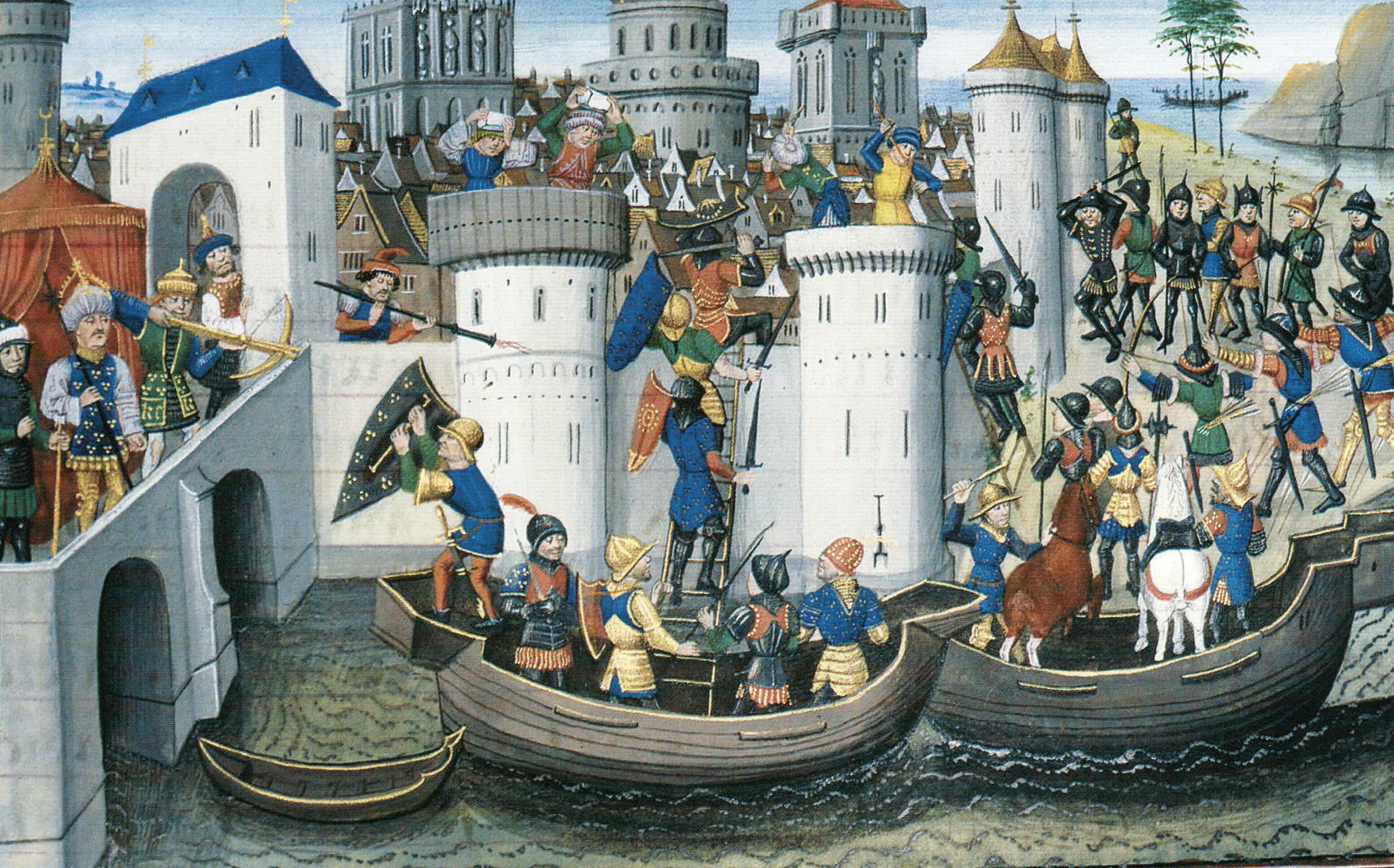
Image relatant la conquête de Constantinople par la quatrième croisade en 1204.

Après la conquête de Constantinople en 1204, ce sont les grands pronoiaires qui négocièrent leur reddition ou leur ralliement aux Latins, sans considération pour l'autorité de l'Empereur. Ils se soumirent aux Latins quand ils eurent la garantie qu'ils allaient conserver la possession de leur pronoiai.

### Dynastie des Paléologues (1261-1453)
Michel VIII recouvra l'unité de l'Empire byzantin, en arrachant Constantinople aux Latins, et se retrouva rapidement devant un problème: il devait augmenter les effectifs de l'armée puisque le recours aux mercenaires pour défendre l'empire s'avérait extrêmement onéreux. C'est pourquoi il octroya de nombreuses pronoiai à des soldats sur de grands domaines liés à des monastères de Constantinople, comme le Pantokrator, dont les propriétaires s'étaient évanouis dans la nature à la suite de la reprise de la capitale aux mains des Latins. De plus, il jeta les premiers jalons d'une réforme importante concernant les pronoiai: elles devenaient transmissibles moyennant des services de l'héritier du serviteur de l'État. De cette façon, Michel VIII espérait assurer son pouvoir et recréer ce que les Comnènes avaient instauré avec un retour du système de récompense pour les guerriers dévoués. De plus, Michel VIII tenta d'établir des révisions fiscales auprès de ses pronoiaires pour assurer une juste prestation dans le cas où ils auraient dégagé des surplus sur ce qui avait été alloué en les retranchant. Toutefois ce resserrement fiscal ne rencontra jamais une réelle efficacité.
Toutefois, le successeur de Michael VIII, l'empereur Andronic II se positionnait définitivement contre les concessions de grands pronoiai à des membres de la famille puisque ceux-ci devenaient à la tête d'États quasi indépendants du pouvoir central mettant en danger l'influence de l'empereur et l'unité de l'Empire à partir de Constantinople. Cette crainte découle de la montée en puissance de l'influence des villes comme capitale alternative au XIVe siècle, telles Thessalonique ou Didymoteichon qui devenaient très puissantes et qui minaient l'unité de l'Empire. Cependant, cette tendance anti-pronoia chez Andronic II ne l'empêcha pas de saisir l'occasion de mettre à son service les contributions monétaires des pronoiaires pour financer certaines de ses campagnes militaires de Thessalie et catalane.

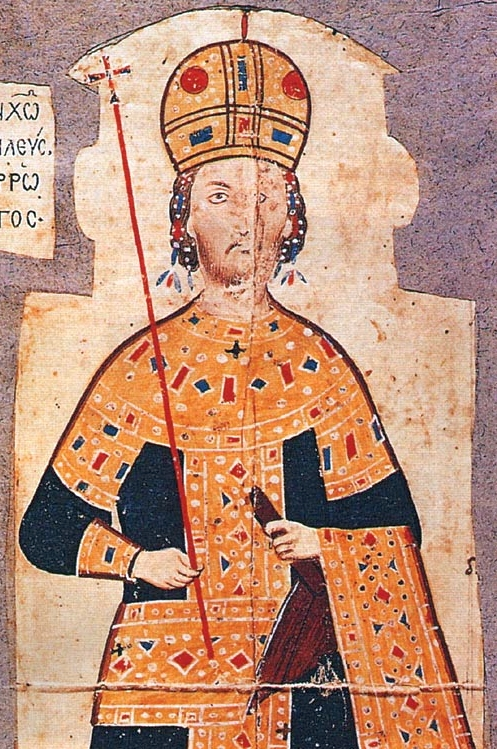
Portrait d'Andronic III. Il utilisa les concessions pronoiaires à des fins de partisanerie politique pour évincer son grand-père Andronic II du trône.

De 1321 à 1328 éclata une guerre civile opposant le coempereur Andronic III à son grand-père Andronic II. Andronic III utilisa la pronoia pour s'attirer des partisans : il promettait aux membres de l'aristocratie un allègement fiscal et qu'il leur remettrait les pronoiai repris des partisans de son grand-père, Andronic II. De ce fait, Andronic III n'a pas eu de difficulté à grossir ses rangs des membres influents de l'aristocratie comme Jean Cantacuzène ainsi que Théodore Synadènos de Thrace et le collecteur d'impôt Alexis Apokaukos. Au terme du conflit, Andronic II abdique le trône en 1330 et Andronic III aura prouvé que sa stratégie de charme envers l'aristocratie terrienne lui aura été bénéfique.
De multiples concessions pronoiaires à des membres de la famille immédiate de l'empereur se succèdent à partir de 1352, tels Thessalonique, Didymoteichon, Selymvria et la Morée. C'est de cette façon qu'au fil des guerres civiles, l'Empire byzantin se morcèle en de grandes pronoiai. Le pouvoir central investi par l'empereur à Constantinople s'en trouve réduit et perd graduellement son influence et son autorité théorique.
Le pouvoir impérial n'est pas le seul à pâtir des pronoiai, les monastères aussi en souffrent. En 1371, contraint par un territoire restreint par les conquêtes ottomanes, l'Empereur Manuel II confisque la moitié des possessions terrestres des monastères pour en faire des concessions pronoiaires qu'il peut offrir à des soldats,. Ce geste cause un grand choc pour le monde monastique byzantin, les moines dépossédés de leurs terres qui leur rapportaient des revenus, sombrent dans la pauvreté.
L'époque des Paléologues, par l'utilisation active de la pronoia, achève une victoire pour le compte des grandes aristocraties tout en ruinant l'État central byzantin puisque la disparition progressive de petits propriétaires terriens laisse place à de grands domaines pronoiaires qui se soustraient souvent à leurs devoirs d'impôt grâce aux exemptions et immunités qui leur sont grassement accordées au fil des empereurs qui se succèdent. Par conséquent, avec la diminution d'entrées d'impôts fonciers, de par ses revenus diminués, l'État byzantin fini par s'appauvrir.

### Empire ottoman
La pronoia byzantine a fait écho dans l'Empire ottoman du XVe siècle, en particulier sous Mourad II qui utilise un système de fiscalité semblable dans le but de consolider l'Anatolie. Sous forme de dotation domaniale, le timar, reprend les grands concepts du système de pronoia comme la levée d'impôt par son détenteur et l'obligation à la participation militaire de ses tenanciers.